# Changlinzhen (ort i Kina, Shaanxi, lat 33,14, long 106,91)
Changlinzhen är en ort i Kina. Den ligger i provinsen Shaanxi, i den nordvästra delen av landet, omkring 220 kilometer sydväst om provinshuvudstaden Xi'an. Antalet invånare är 9 955. Befolkningen består av 4 985 kvinnor och 4 970 män. Barn under 15 år utgör 13,0 %, vuxna 15-64 år 75 %, och äldre över 65 år 11,0 %.
Runt Changlinzhen är det ganska tätbefolkat, med 166 invånare per kvadratkilometer. Närmaste större samhälle är Hanzhongshi, 12,6 km sydost om Changlinzhen. Trakten runt Changlinzhen består till största delen av jordbruksmark.
Genomsnittlig årsnederbörd är 1 000 millimeter. Den regnigaste månaden är juli, med i genomsnitt 211 mm nederbörd, och den torraste är december, med 2 mm nederbörd.